# Maredo (restaurantketen)

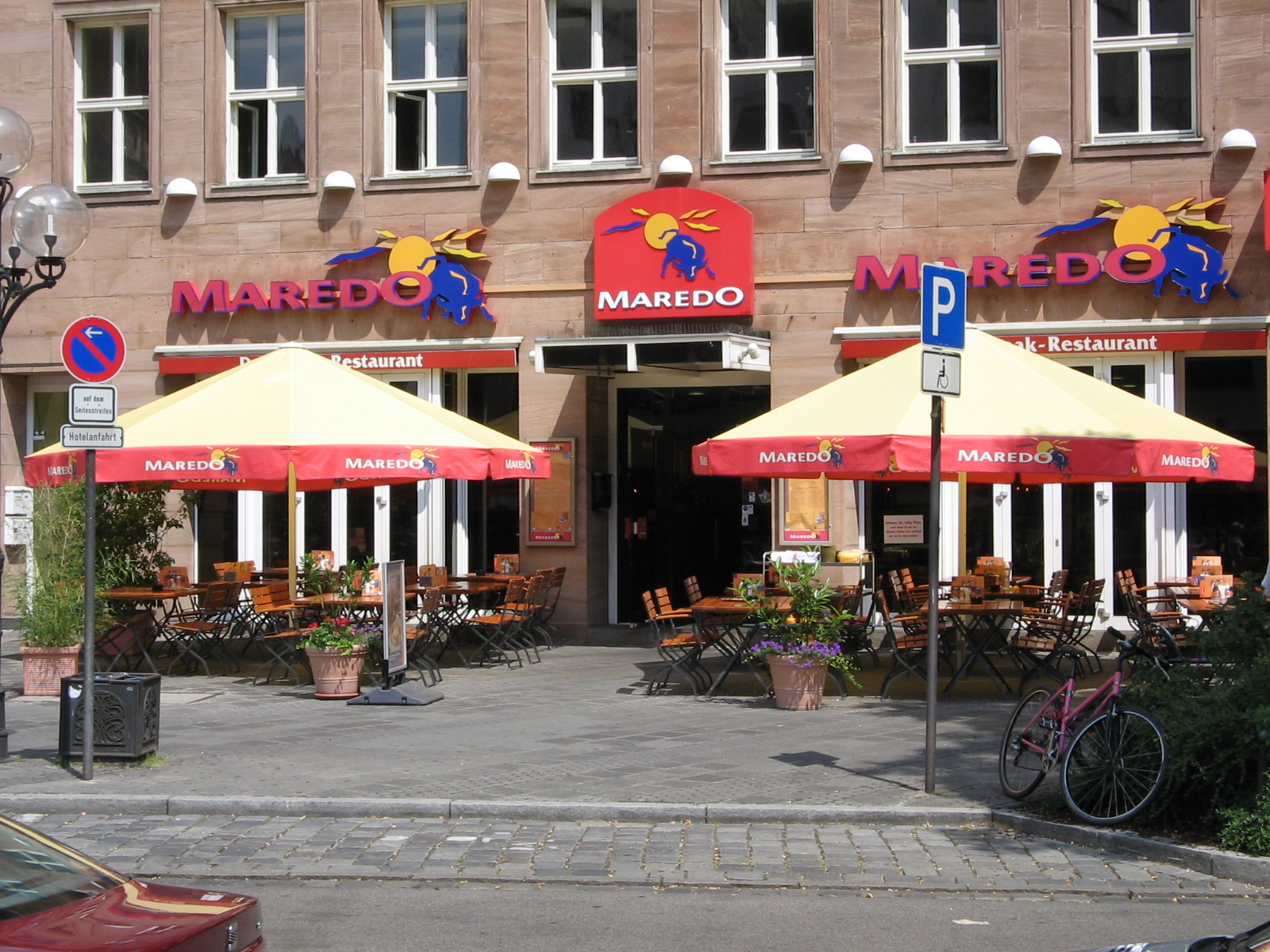
Restaurant Maredo in Neurenberg

Maredo Restaurants Holding GmbH is een in Düsseldorf gevestigde restaurantketen die werd opgericht in 1973 en is gespecialiseerd in steaks. Het bedrijf is sinds maart 2020 insolvent.

## Geschiedenis
Het eerste Maredo-restaurant werd in 1973 geopend aan de Kurfürstendamm in Berlijn. In 1989 opende Maredo zijn 20e Steakhouse in Duitsland. Het eerste Maredo-steakhouse van Oostenrijk werd in 1989 in Wenen geopend. De naam bestaat uit twee letters van de drie oprichters Manfred Holl, Karl-Heinz Reinheimer en Udo Schlote.
Maredo is gemeten naar aantal restaurants de op een na grootste keten in het steakhouse-segment in Duitsland. Het bedrijf heeft in totaal 35 vestigingen in Duitsland en twee in Oostenrijk (Wenen en Salzburg). Het bedrijf werd in 2005 in een management buy-out overgenomen door het management en het private equity- fonds GEP en was voorheen eigendom van de Britse Whitbread- groep. De in München gevestigde financiële investeerder Perusa is sinds 2017 eigenaar van de restaurantketen.
Het bedrijf importeert vlees uit Argentinië en Uruguay. Soms worden bijzondere acties gehouden met vlees uit Ierland en dry aged steaks. Naast steaks zijn er ook salades van de saladebar en diverse voorgerechten, bijgerechten en desserts. De steakhouse-keten biedt een wekelijks wisselend lunchmenu. Verpakt vlees voor zelfbereiding met het Maredo-label kan in sommige Edeka supermarkten worden gekocht.
Maredo is sinds 2018 sponsor op het gebied van ijshockey. In hetzelfde jaar startte het bedrijf in samenwerking met de bk Group met de herinrichting van enkele steakhuizen met een nieuw designconcept. In 2016 opende Maredo ook zijn vlaggenschiprestaurant met een open grill in het restaurant aan de Gendarmenmarkt in Berlijn.
Na het uitbreken van de coronapandemie hebben grote bedrijven van de Maredo Group in maart 2020 faillissement aangevraagd. In april 2020 werden tijdens de faillissementsprocedure een groot deel van de vestigingen gesloten omdat deze onrendabel waren. Er  bleven 13 van de 35  vestigingen open. Tijdens de tweede lockdown moesten alle restaurants worden gesloten en werd het resterende personeelsbestand in januari 2021 ontslagen.